# Rudaŭka
Rudaŭka (belarusiska: Рудаўка) är en by i Belarus. Den ligger i Njasvizj rajon i voblasten Minsks voblast, i den centrala delen av landet, 100 km sydväst om huvudstaden Minsk. Rudaŭka ligger 181 meter över havet och antalet invånare är 1 000.

## Natur och klimat
Terrängen runt Rudaŭka är platt. Närmaste större samhälle är Njasvizj, 2,6 km sydost om Rudaŭka.
Trakten runt Rudaŭka består till största delen av jordbruksmark. Runt Rudaŭka är det ganska tätbefolkat, med 52 invånare per kvadratkilometer.